# بیمارستان مرکزی (شیراز)
بیمارستان مرکزی (همچنین بیمارستان ام‌آرآی) بیمارستانی است خصوصی و درمانی واقع در شیراز، استان فارس با ظرفیت ۱۹۴ تخت فعال که در سال ۱۳۷۶ خورشیدی تأسیس گردید.
این بیمارستان در سال ۱۳۷۲ در زمین به ساحت ۵٬۰۰۰ متر مربع با همت «دکتر محمدرضا خشنود» شروع به ساخت و در ۲۲ بهمن سال ۱۳۷۶ با حضور مسئولین وقت استان افتتاح گردید.